# シソワット・コサマック・ニヤリリヤット
シソワット・モニウォン・コサマック・ニヤリリヤット・セレイ・ヴァータナ（クメール語: ស៊ីសុវត្ថិមុនីវង្ស កុសុមៈនារីរ័ត្នសេរីវឌ្ឍនា, ラテン文字転写: Sisowath Monivong Kossamak Nearirath Serey Vathana, 1904年4月9日 - 1975年4月27日）はカンボジア王妃（在位：1955年3月3日 - 1960年4月3日）、王太后（在位：1960年4月3日 - 1975年4月27日）。

## 生涯
カンボジア王シソワット・モニヴォンの三女としてプノンペンで生まれた。母はノロドム・カンヴィマン・ノルレアク・テヴィ。1920年、従兄のノロドム・スラマリットと結婚し、ノロドム・シハヌークを産んだ。1941年の父王の崩御後、息子のシハヌークが国王に即位し、その下で1953年にカンボジアはフランスから完全独立した。1955年にシハヌークは政治に専念するため、スラマリットに王位を譲ったことにより、王妃となった。
スラマリットは在位5年目の1960年に崩御したが、この後シハヌークが新設の「国家元首」に就任、カンボジア王位は空位となり、王太后となったコサマックは国家の「象徴」とみなされて元首に準じる待遇を受け、公式の場ではシハヌークとコサマックの肖像画が掲げられた。シハヌークの中立政策により、カンボジアは平和を享受したが、その反米・親越的な政治姿勢に批判的であった副首相のシリク・マタクは、首相兼国防相のロン・ノルと結託し、アメリカの後押しを受けて1970年にクーデターを決行した。外遊中だったシハヌークは国会の決議により国家元首を解任され、王制廃止の上で国名は「クメール共和国」と変更された。この間も、コサマックはプノンペンの王宮に留まっていた。クメール共和国は支配基盤が脆弱であり、亡命先の北京で「カンボジア王国民族連合政府」を結成したシハヌーク派や、国内で地下活動を行っていた共産主義勢力「クメール・ルージュ」などからの攻勢を受け、たちまち不利な状況に陥った。
1973年、シハヌークと和平交渉を行おうとしたクメールの首相ハン・トゥン・ハクは、シハヌークが滞在している北京へ赴く際、コサマックを同伴した。しかし、シハヌークは交渉を拒否し、ハン・トゥン・ハクは交渉失敗の責任を取って首相辞任を余儀なくされた。クメール・ルージュによるプノンペン陥落の10日後の1975年4月27日、コサマックは滞在先の北京で病により崩御した。

## 人物
コサマックは1940年代、カンボジアの伝統舞踊アプサラを孫娘のボパ・デヴィ（シハヌークの長女）に教えるかたわら、古代のアプサラを復元することにも意を注いだ。ボパ・デヴィ王女は後に高名な踊り手となり、王政復古後に文化芸術相も務めた。

## 脚注

コサマック王妃を模った蝋人形